# Kniphofia bruceae
Kniphofia bruceae är en grästrädsväxtart som först beskrevs av Leslie Edward Wastell Codd, och fick sitt nu gällande namn av Leslie Edward Wastell Codd. Kniphofia bruceae ingår i Fackelliljesläktet som ingår i familjen grästrädsväxter. Inga underarter finns listade i Catalogue of Life.